# Tangara dowii
La tangara caripinta (Tangara dowii), también denominada tangara cara de lentejuelas, tangara vientricastaña (en Costa Rica) o tangara carisalpicada (en Panamá), es una especie de ave paseriforme de la familia Thraupidae, perteneciente al  numeroso género Tangara. Es nativa del centro oriental de Centroamérica.

## Distribución y hábitat
Se distribuye por las tierras altas desde el norte de Costa Rica, hacia el sureste, hasta el oeste de Panamá.
Sus hábitats naturales son los bosques húmedos de tierras altas, es muy común a partir de los 1200 a 3000 m s. n. m..

## Descripción
Los adultos miden 13 cm de longitud y pesan 20 g. Tiene la cabeza negra, dorso y pecho con escamado de color azul, los lados de la cara, el cuello, y un parche en la corona son de tonos rojizos, las alas y la cola tienen ribetes azules, la grupa es de color verde y el vientre es canela.

## Sistemática

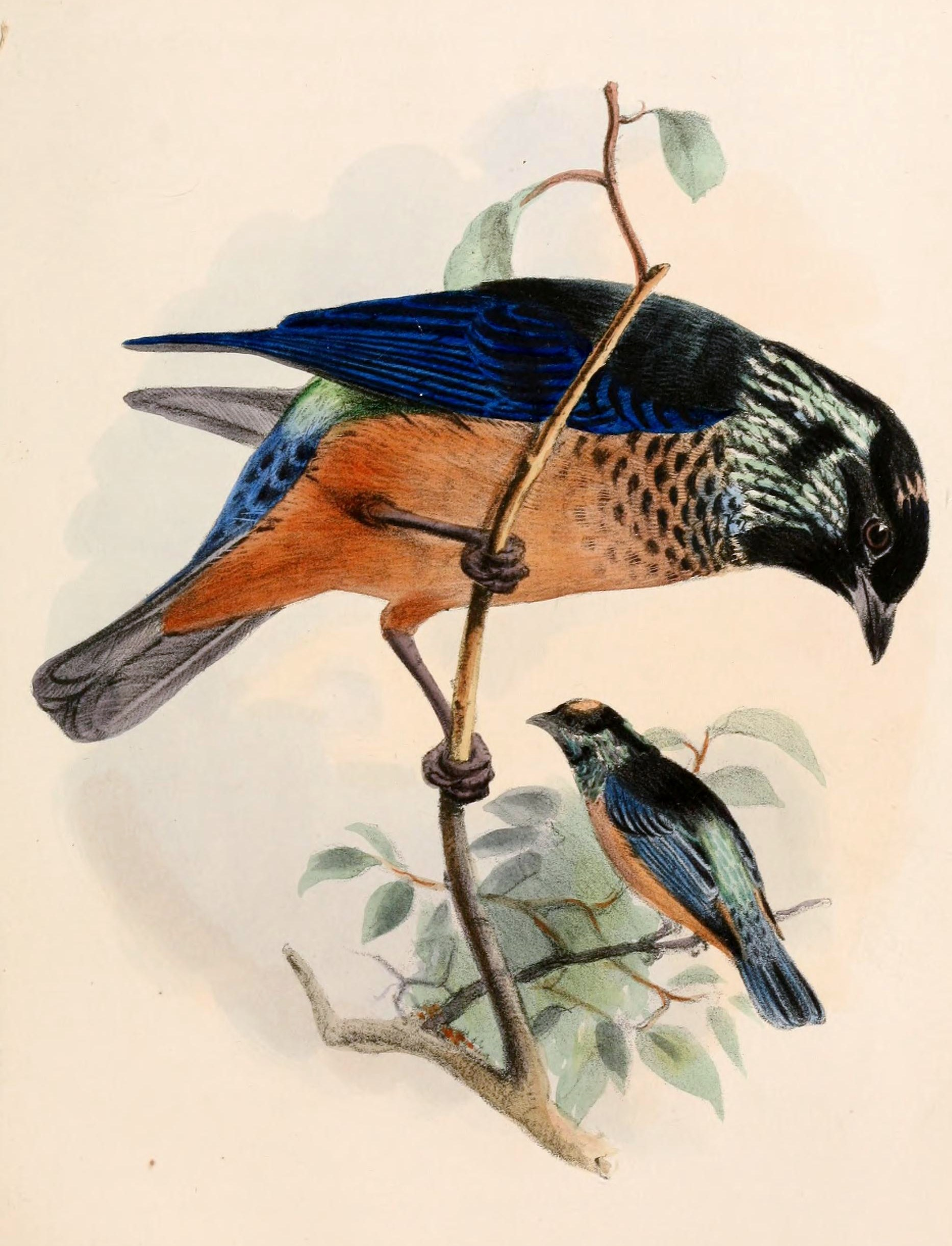
Calliste dowii = Tangara dowii, ilustración de Wolf en The Ibis, 1863.

### Descripción original
La especie T. dowii fue descrita por primera vez por el zoólogo británico Osbert Salvin en 1863 bajo el nombre científico Calliste dowii; su localidad tipo es: «San José, Costa Rica».

### Etimología
El nombre genérico femenino Tangara deriva de la palabra en el idioma tupí «tangará», que significa «bailarín» y era utilizado originalmente para designar una variedad de aves de colorido brillante; y el nombre de la especie «dowii» conmemora al explorador, colector y naturalista estadounidense Cap. John Melmoth Dow (1827–1892).

### Taxonomía
Los amplios estudios filogenéticos recientes demuestran que la presente especie es hermana de Tangara fucosa, y el par formado por ambas es hermano de Tangara nigroviridis. Es monotípica.